# خالد المحضار
خالد المحضار (عربی: خالد المحضار، آوانگاری: Khālid al-Miḥḍār; ۱۶ مهٔ ۱۹۷۵ – ۱۱ سپتامبر ۲۰۰۱) یک هواپیماربای تروریست اهل عربستان سعودی بود. او یکی از ۵ هواپیماربای پرواز شماره ۷۷ امریکن ایرلاینز بود که در حملات ۱۱ سپتامبر، هواپیما را به پنتاگون کوبیدند.
المحضر در عربستان سعودی به دنیا آمد. او در اوایل سال ۱۹۹۹ به افغانستان سفر کرد و در آنجا به عنوان یک مجاهد با تجربه، توسط اسامه بن لادن برای شرکت در حملات انتخاب شد. المحضر در ژانویه ۲۰۰۰ پس از سفر به مالزی برای شرکت در اجلاس سران القاعده در کوالالامپور، به همراه نواف الحازمی وارد کالیفرنیا شد. در این زمان، سیا از وجود المحضار مطلع بود و در مالزی از او و یکی دیگر از اعضای القاعده که در انفجار یواس‌اس کول دست داشت، عکس گرفته شد. سیا هنگامی که از ورود المحضار و الحازمی به ایالات متحده خبردار شد، به اف‌بی‌آی اطلاع نداد و المحضار تا اواخر اوت ۲۰۰۱ در لیست‌های نظارتی قرار نگرفت.
المحضار و الحازمی پس از ورود به شهرستان سن دیگو، کالیفرنیا، قرار بود به عنوان خلبان آموزش ببینند، اما مکالمه انگلیسی آن‌ها ضعیف بود و در درس‌های پرواز نیز خوب عمل نمی‌کردند. در ژوئن ۲۰۰۰، المحضار ایالات متحده را به مقصد یمن ترک کرد، و الحازمی را در سن دیگو تنها گذاشت. المحضر در اوایل سال ۲۰۰۱ مدتی را در افغانستان گذراند و در اوایل ژوئیه ۲۰۰۱ به ایالات متحده بازگشت. او در ماه ژوئیه و اوت در نیوجرسی اقامت کرد ابتدای ماه سپتامبر وارد واشینگتن، دی.سی. شد
در صبح روز ۱۱ سپتامبر ۲۰۰۱، المحضر سوار پرواز شماره ۷۷ امریکن ایرلاینز شد و بعد از گذشت ۳۰ دقیقه از بلند شدن هواپیما، به ربودن هواپیمای کمک کرد. المحضار و تیم هواپیماربای او عمداً هواپیما را به پنتاگون کوبیدند و تمام ۶۴ سرنشین پرواز و ۱۲۵ نفر روی زمین کشته شدند.

## حملات ۱۱ سپتامبر

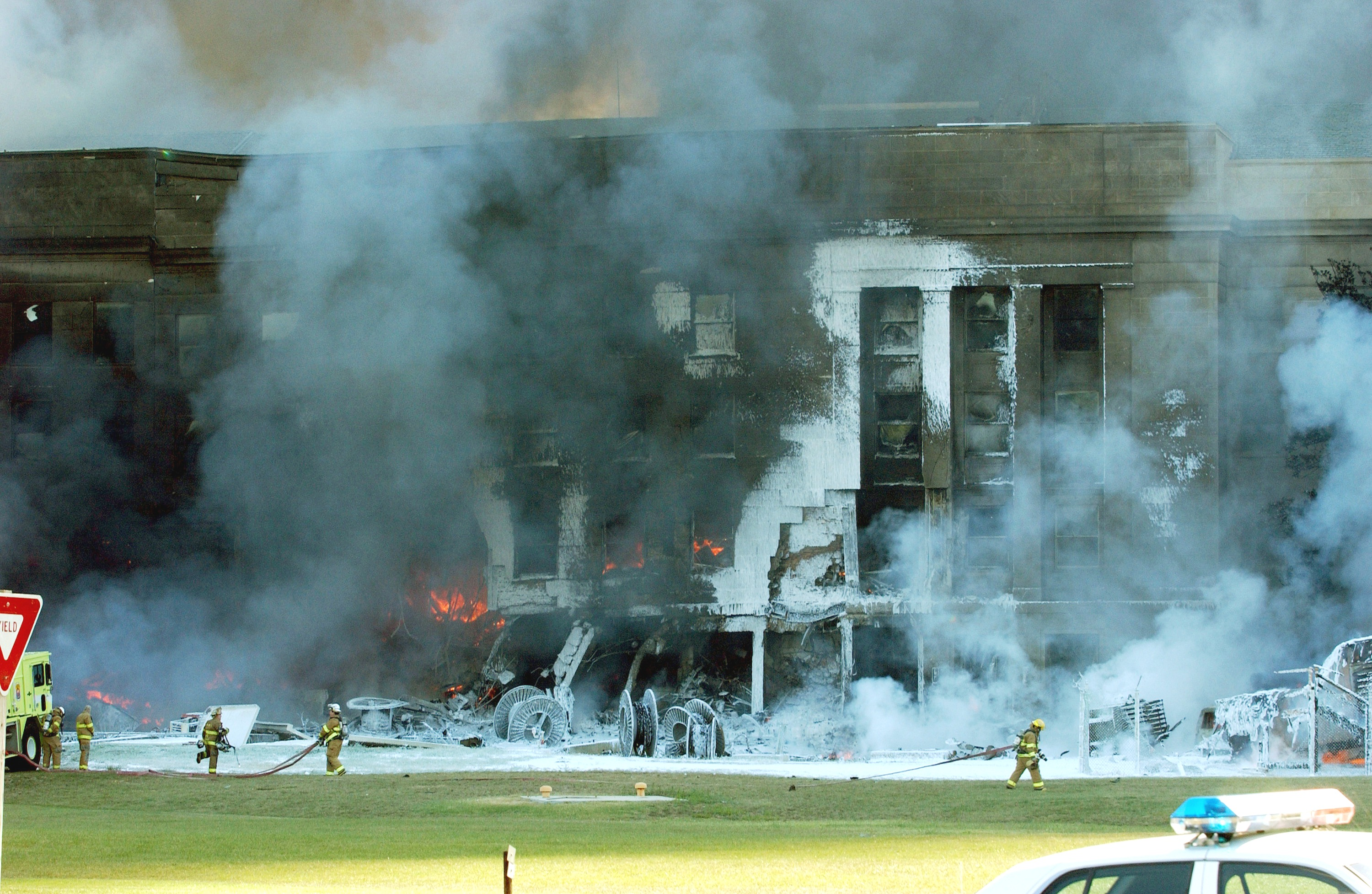
پنتاگون، دقایقی پس از اصابت پرواز 77 خطوط هوایی آمریکا

در ۱۰ سپتامبر ۲۰۰۱، یک روز قبل از حملات ۱۱ سپتامبر، حنجور، المحضار و الحازمی وارد مسافرخانه رزیدنس ماریوت در هرندن، ویرجینیا شدند. جایی که صالح بن عبدالرحمن حسین، یکی از مقامات برجسته دولت عربستان سعودی، در آنجا اقامت داشت - اگرچه هیچ مدرکی مبنی بر ملاقات آنها یا اطلاع از حضور یکدیگر پیدا نشد.
در ساعت ۶:۲۲ صبح ۱۱ سپتامبر ۲۰۰۱، گروه هواپیماربایان از هتل خارج شدند و به سمت فرودگاه دالس حرکت کردند. در ساعت ۷:۱۵ صبح، المحضار و موقد در باجه بلیط امریکن ایرلاینز Check-In کرده و در ساعت ۷:۲۰ صبح به گیت بازرسی مسافران رسیدند. هر دو نفر آژیر هشدار دستگاه فلزیاب را فعال کردند و تحت بازرسی ثانویه قرار گرفتند. فیلم‌های ویدئویی امنیتی که بعداً منتشر شد نشان می‌دهد که موقد با فلزیاب دستی بازرسی شد، اما نمایشگر تشخیص نداد که چه چیزی زنگ هشدار را به صدا درآورده است، و موقد و المحضار توانستند بدون هیچ مانعی ادامه دهند.. المحضار همچنین توسط «سیستم پیش‌غربالگری مسافر به کمک رایانه» (CAPPS) انتخاب شد که شامل بازرسی اضافی چمدان او بود. اما چون المحضار هیچ چمدانی با خود همراه نداشت، این کار تأثیری نداشت. تا ساعت ۷:۵۰ صبح، المحضار و سایر هواپیماربایان با حمل چاقو و تیغ موکت‌بری، از گیت بازرسی امنیتی فرودگاه عبور کرده و سوار پرواز شماره ۷۷ به مقصد لس آنجلس شدند. المحضر در صندلی 12B در کنار موقد نشسته بود.
پرواز قرار بود در ساعت ۰۸:۱۰ انجام شود اما در نهایت با ۱۰ دقیقه تأخیر از گیت D26 در فرودگاه دالس حرکت کرد. آخرین ارتباطات رادیویی عادی از هواپیما به مرکز مراقبت پرواز در ساعت ۰۸:۵۰:۵۱ رخ داد. در ساعت ۰۸:۵۴، هواپیماربایان خلبانان چارلز برلینگیم و دیوید چارلسبوا را به عقب هواپیما فرستادند. پرواز ۷۷ شروع به انحراف از مسیر عادی پرواز خود کرد و به سمت جنوب چرخید. سپس حنجور خلبان خودکار را در جهت واشینگتن دی سی تنظیم کرد. باربارا اولسون مسافر با همسرش، سلیسیتر کل ایالات متحده آمریکا تئودور اولسون تماس گرفت و گزارش داد که هواپیما ربوده شده و مهاجمان تیغ موکت‌بری و چاقو دارند. حنجور با استفاده از بلندگوی کابین هواپیما، اعلام کرد که هواپیما ربوده شده‌است. از آنجایی که پرواز ۷۷ در ۵ مایل (۸٫۰ کیلومتر) غرب-جنوب غربی پنتاگون بود، حنجور یک چرخش ۳۳۰ درجه انجام داد. در پایان چرخش، او ارتفاع هواپیما را به ۲۲۰۰ فوت (۶۷۰ متر) رسانده و به سمت پنتاگون و مرکز شهر واشینگتن پرواز می‌کرد. حنجور موتور هواپیما را به حداکثر قدرت رساند و با سرعت بیش از ۵۳۰ مایل در ساعت (۸۵۰ کیلومتر در ساعت) به سمت پنتاگون شیرجه زد. در ساعت ۰۹:۳۷، پرواز شماره ۷۷ امریکن ایرلاینز به نمای غربی پنتاگون برخورد کرد و تمام ۶۴ سرنشین پرواز (از جمله هواپیماربایان) و همین‌طور ۱۲۵ نفر در پنتاگون کشته شدند.چند ثانیه قبل از سقوط و در حالی که هواپیما بالاتر از سطح زمین بود، بال‌های هواپیما به تیرهای چراغ و موتور سمت راست آن به یک ژنراتور برق برخورد کرد و چند ثانیه قبل از برخورد به پنتاگون یک رد دود ایجاد شد. در فرایند بازیابی در پنتاگون، بقایای هر پنج هواپیماربای پرواز ۷۷ از طریق فرایند حذف، به دلیل عدم تطابق با هیچ نمونه دی‌ان‌ای از قربانیان، شناسایی و در اختیار اف‌بی‌آی قرار گرفتند.

## پسایند
پس از این حملات، شناسایی المحضار یکی از اولین پیوندهایی بود که نشان می‌داد بن لادن در سازمان‌دهی آنها نقش داشته‌است، زیرا المحضار در کنفرانس مالزی در حال صحبت با نزدیکان بن لادن دیده شده بود. اف‌بی‌آی از فهد القوصو که در پی بمب‌گذاری یو اس اس کول دستگیر و در یمن بازداشت شده بود، بازجویی کرد. القوصو توانست المحضار، الحازمی و بن عتش را در عکس‌های ارائه شده توسط FBI شناسایی کند و همچنین مروان شحی، هواپیماربای پرواز شماره ۱۷۵ یونایتد ایرلاینز را نیز می‌شناخت. از طریق القوصو، اف‌بی‌آی توانست ارتباط القاعده را با این حملات پیدا کند.
در ۱۲ سپتامبر ۲۰۰۱، تویوتا کرولا خریداری شده توسط المحضار در پارکینگ ساعتی فرودگاه بین‌المللی دالس پیدا شد. در داخل خودرو، مقامات نامه‌ای که توسط محمد عطا، هواپیماربای پرواز شماره ۱۱ امریکن ایرلاینز نوشته شده بود، نقشه‌های واشینگتن، دی سی و شهر نیویورک؛ یک چک در وجه یک مدرسه پرواز در فینیکس، آریزونا. چهار نقاشی از کاکپیت یک هواپیمای بوئینگ ۷۵۷؛ یک تیغ موکت‌بری؛ و صفحه ای با تعدادی یادداشت و شماره تلفن (که حاوی شواهدی بود که محققان را به سن دیگو هدایت کرد) پیدا کردند.
در ۱۹ سپتامبر ۲۰۰۱، شرکت بیمه سپرده فدرال (FDIC) هشدار ویژه ای را منتشر کرد که المحضار را هنوز زنده ذکر کرده بود و گزارش‌های دیگر حاکی از آن بود که تعدادی از هواپیماربایان ادعایی نیز هنوز زنده هستند. برای مثال، در ۲۳ سپتامبر ۲۰۰۱، بی‌بی‌سی نیوز مقاله‌ای را منتشر کرد که نشان می‌داد المحضار و دیگرانی که به عنوان هواپیماربایان نام برده می‌شدند هنوز فراری هستند. مجله آلمانی اشپیگل بعداً ادعاهای بی‌بی‌سی دربارهٔ هواپیماربایان «زنده» را بررسی کرد و گزارش داد که آنها مواردی از هویت اشتباه بودند. در سال ۲۰۰۲، مقامات عربستان سعودی اعلام کردند که اسامی هواپیماربایان صحیح است و ۱۵ نفر از ۱۹ هواپیماربا، شهروند عربستان سعودی هستند.. در سال ۲۰۰۶، بی‌بی‌سی در پاسخ به تئوری‌های توطئه ۱۱ سپتامبر دربارهٔ خبر اصلی خود، گفت که سردرگمی با نام‌های رایج عربی به وجود آمده‌است و گزارش‌های بعدی آن خبرگزاری دربارهٔ هواپیماربایان، ارجحیت دارد.
در سال ۲۰۰۵، سرهنگ نیروی زمینی آنتونی شفر و نماینده کنگره کرت ولدون ادعا کردند که پروژه داده‌کاوی Able Danger وزارت دفاع، المحضار، الحازمی، الشهری و عطا را اوایل سال ۲۰۰۰ به عنوان اعضای یک سلول القاعده در بروکلین شناسایی کرده‌است. شفر تا حد زیادی ادعاهای خود را بر اساس خاطرات ناخدای نیروی دریایی اسکات فیلپات، که بعداً خاطرات خود را پس گرفت، بنا کرد و به بازرسان گفت که «متقاعد شده‌است که عطا در نموداری که ما داشتیم نیست». فیلپات گفت که شفر «۱۰۰ درصد به خاطرات من متکی بود» و گزارش بازرس کل وزارت دفاع نشان داد که فیلپات قویاً از تکنیک‌های تجزیه و تحلیل شبکه‌های اجتماعی استفاده شده در Able Danger حمایت می‌کند و ممکن است ادعاهای او درباره شناسایی هواپیماربایان اغراق‌آمیز بوده باشد.